# Hippocampus capensis
Hippocampus capensis é uma espécie de peixe da família Syngnathidae.
É endémica da África do Sul.